# أل جونسون (لاعب كرة قدم أمريكية أمريكي)
أل جونسون (بالإنجليزية: Al Johnson)‏ هو لاعب كرة قدم أمريكية أمريكي، ولد في 27 يناير 1979 في بروكسل في الولايات المتحدة.

## وصلات خارجية
- أل جونسون على موقع مرجع كرة القدم المحترفة.كوم (الإنجليزية)